# 通信カラオケ
通信カラオケ（つうしんカラオケ）は、専用回線・電話回線を利用して、専用のサーバから楽曲などを配信し演奏するカラオケシステムおよびその機器である。大半がMIDIデータによる配信である。
本格的な通信カラオケ機器とは別に、業務用と遜色のない通信カラオケを、自宅などで家庭用ゲーム機やスマートフォン、パーソナルコンピュータなどの専用ソフトによって楽しむこともできる。

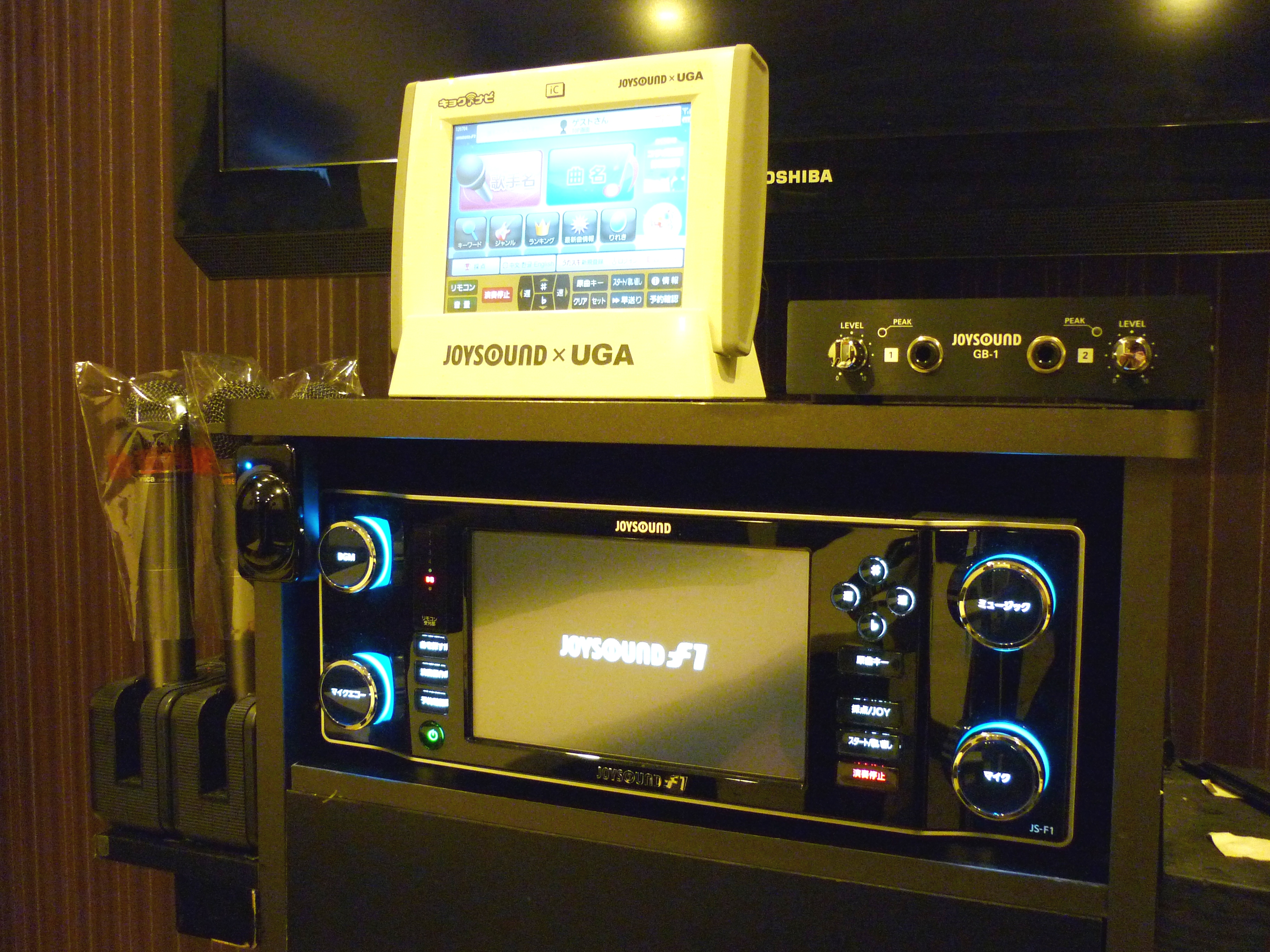
JOYSOUND

## 概要

### 特徴

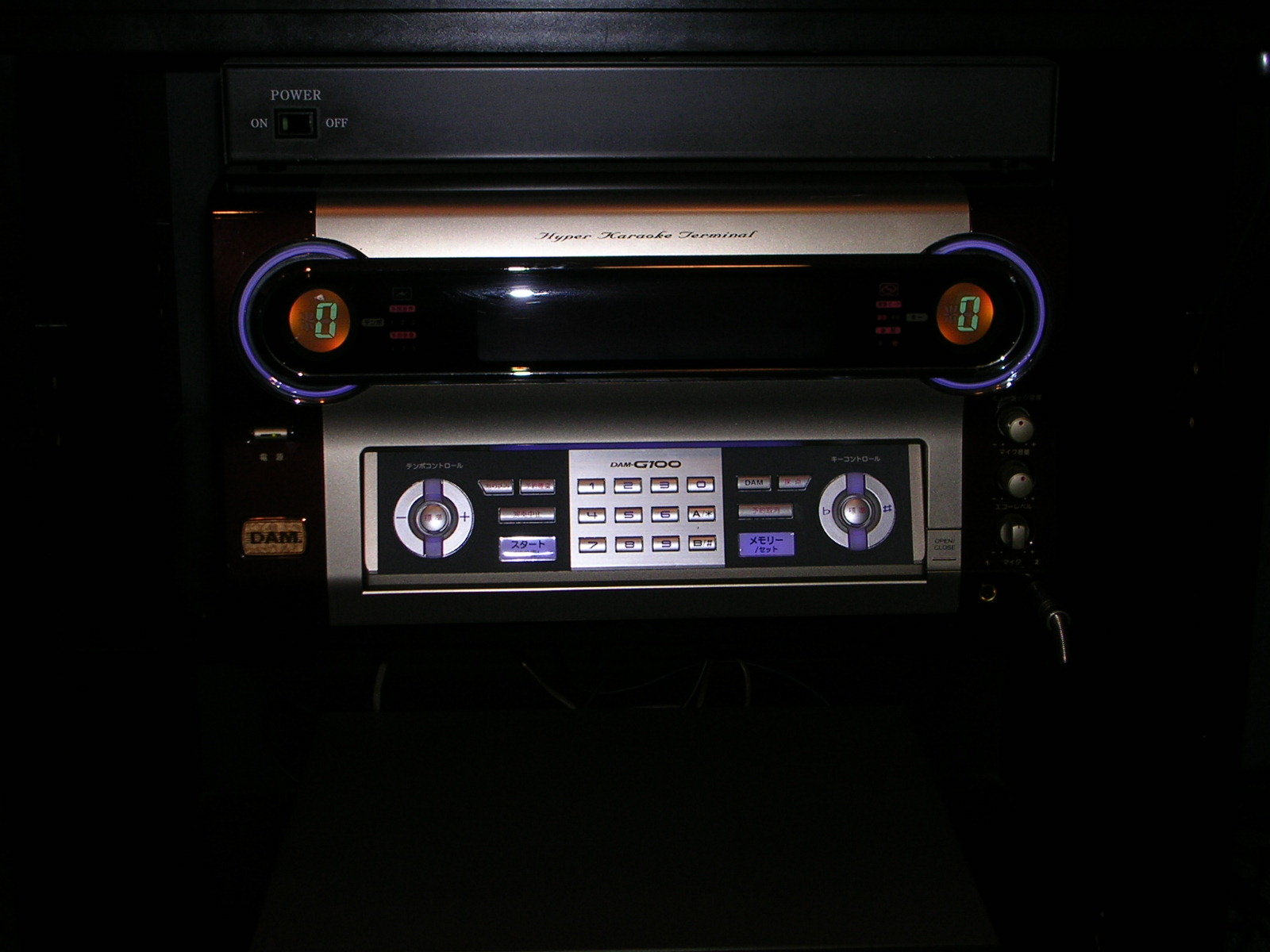
DAM

楽曲データをリアルタイムに配信できるため、新曲CDの発売日と同時にその楽曲を配信し演奏することができる。
配信会社へ契約料（月極・年間など）とJASRACへ使用料の支払（営利利用の場合）、それにカラオケ機器を導入（購入またはリースなど）するだけでいつでも最新曲まで歌唱できる（通信カラオケ以外のカラオケでは楽曲の追加・更新が必要）。そのため、従来のレーザーディスク・ビデオCDグラフィックス等ディスクメディアによるカラオケシステムよりランニングコストが安価であり、カラオケの低価格・大衆化をより進めた。
曲の演奏は、「歌本」と呼ばれる収録曲のリクエスト番号が一覧化された本を参照し、専用のリモコンを用いてその番号を入力、送信することによって行うが、2000年代にはDAMの「デンモク」に代表される専用のタッチパネル式端末が登場し、それを用いて曲を検索し送信ボタンを押すだけで、前述のような番号の入力動作で行えるようになった。この端末はリモコン機能も搭載していることから、現在ではこの端末のみを置いてリモコンを置いていない店舗も多い。こうした技術によりクオリティーの高いカラオケを実現している。
ほとんどの機種では、映像やオーディオ音声の外部入力RCA端子を備えているが、カラオケ専用機という特性上、一般ユーザーに解放された機能・利用向けにあるのではなく、カラオケ再生を行っていない間（曲間状態）のBGV（映像）、BGM（音声）用に設けられたものである。カラオケ再生が開始するとそのBGV・BGMは共に中断する。
単体通信機（カラオケルームに置かれている機器本体のみで配信を受信して再生するもの）の場合は、本体内部で映像や音楽の再生（一部には外部からの通信をそのまま入力可能なもあるが常用されていることは少ない）とマイク音声と音楽 (BGM) のミキシングの全てを行っている。一方、統合型システム機の場合は、カラオケルーム内でメインにコントロールしている機器本体は、別な機器で再生された配信コンテンツの映像や音楽の信号がコントロール機器本体へ入力される仕組みになっている。
ただし、これらの外部入力端子からの信号をBGV・BGMとして利用するには、管理用コマンド入力による変更、管理用パスワード入力による変更、本体ディップスイッチによる変更、などの業務用操作が必要になる。営業店の通常設定では、曲間状態には通信回線からの映像・音声・音楽（ランキング情報や有線通信音楽など）や、HDD内に格納された配信の映像・音声・音楽（各種プロモーションのように設定されている場合が多い。曲間状態（カラオケ演奏が全く行われていない状態）でのBGM・BGVと、通常のカラオケ再生時の映像・音楽の視聴状態（音量設定や映像の詳細設定）では、音量や映像画質に違いを出す機能が一般的には備わっていて、カラオケ店では通常は曲間に営業プロモーション映像や環境ビデオ・ランキング情報などが流され、それらの音量は低めに設定されている。関連する説明が統合システムの節の「シグマシステム」の解説にあるので、そちらも参照されたい。
複数メーカー機種を同時利用できる統合システムカラオケの場合は、各カラオケルームにある端末機器は、カラオケ曲の予約や音量・映像の統合管理を行うだけで、実際の配信データの収納や演奏・再生は、別な場所（多くの場合、カラオケ店内の当該管理場所）にある各メーカー製の実機で行われている。その演奏音声と映像がケーブル通信で各部屋に再配信される仕組みで行われる。同じ統合システムの場合でも、同系列店同士でも店舗により運用は多少異なっている。例として、通常店舗は店舗関係者にしか見えない場所に実機などを設置している（一般的には多い例）のが、競争激化地域や主要店舗などでは実機の管理ルームを意図的に透明にして入り口や待合エリアから見やすいように配置して、実機のLEDランプをフロア装飾に利用するなどの工夫をしている場合もある。また室内に置かれる主制御機器（予約受付や各種設定や制御を行う装置のことで、コマンドコントローラー、あるいは単にコントローラー、コマンダーなどと呼ぶ。リモコン装置の事ではないので混同しないこと）も見えない位置（壁収納ボックス内や座席シート下など）に設置している場合も見受けられる。
演奏中に流れるバックの映像 (BGV) はディスクチェンジャーに格納された20 - 60枚程度のレーザーディスクやビデオCD・DVD、または内蔵されたHDDから曲にある程度マッチングした映像が使いまわし的に流される。楽曲によっては固有のプロモーションビデオや映画・アニメなどの映像が再生される場合もあり、機器側のハードディスク容量の増加とともにその傾向が増している。アニメの場合、過去の機種では1分程度に編集された映像をリピートさせたものが主流で、それが流される曲の数も少なかったが、近年は曲の尺に合わせて製作した映像を用意している曲もあり、その数も多くなってきている。
近年、カラオケ装置の技術革新により高度なシステムを導入している。例えばHDDのRAID導入やネットワークによる機種どうし自動バックアップなどによりカラオケ店舗内において、一つの機種が故障しても他の機種がカバーをするシステムなどである。

### 課題・改善点
2000年代以前に発売された業務用通信カラオケ機器では、以下のデメリットが多々見られた。
- 店舗によっては楽曲データ自体が少なく（特にアニメソングや洋楽がほとんどない場合）、背景映像用データの収録数も少なく（CDやDVDで1枚分だけなど）、そのような場合は同じような映像がリピート再生される（特に低料金のカラオケルームなどに多かった）。
- 当時は、ADSLの利用できる地域が東京23区・政令指定都市・県庁所在地などの都市部のみに限られ、それ以外の市・町・村ではブロードバンドがほとんど利用できなかった。
- バックコーラスが入るような場合、リズム・タイミングに合わせた人工音声による「アー」、「ウー」などの発声の再生音（実際の声の生録音によるものではなく、MIDI演奏などによる人工的なデジタル音声データのFM音源・PCM音源等の再生）であることが多い。なお、一部機種では当初から生音声を織り込ませた楽曲もあった。
- 再生される曲・音のデータがMIDIデータであるため、レコーディングスタジオで収録した実際の演奏音（またはオリジナル音源のカラオケ）を用いたレーザーディスクカラオケと比べると、音質が貧弱であったり迫力感が薄れる。
- 当時の一般的な普及技術では、観光バスなどの移動体にはそもそも設置自体ができなかった。

2000年代以降は、機器の高性能化や、ブロードバンド回線の恩恵（ADSL・CATVの利用できる地域の拡大）などにより、上記の欠点は大幅に改善されている。
- ADSLによる通信速度の高速化および提供地域の拡大（市・郡部への拡大）や、機器側の格納容量の増大とともに、楽曲データが比較的豊富となった。
- その結果、バックコーラスや楽曲の演奏自体をレコーディングスタジオで収録したものをそのまま配信・演奏できるようになった。
- また、アニメソングやVOCALOID曲などのマニアックな楽曲も多数配信できるようになった。
- BGVやCMに使う映像を動画配信できるようになった。
- 機種によっては内蔵HDD・メモリ内のデータを、ほとんどがサーバからのダウンロードでアップグレードできるため、メンテナンスコストの削減ができる。
- カラオケの他にもさまざまなコンテンツサービスの提供ができる。
- 通信回線にPHSを用いることで移動体への設置が可能になった。また、山奥など電話回線の引けない場所でも、USBメモリなどで楽曲を数ヶ月おきに追加する形で運用できる機種も発売された。

### 専属楽曲
専属楽曲（管理楽曲）とは、1971年（昭和46年）以前の一部の曲（いわゆる懐メロ）で、作曲家がレコード会社と専属契約し、JASRACに信託せずレコード会社各社が権利を保有している楽曲で、カラオケで配信するには個別にレコード会社の許諾と使用料の支払いが必要である。そのため、管理楽曲の演奏には専用のROMを用意するが、低料金のカラオケルームではコストの都合上導入しない所が多い。「歌本」では管理楽曲には※マークが付き、欄外に「一部店舗では演奏できません」と断りが記載されているものがあった。
なお、家庭用通信カラオケではそもそも管理楽曲の選曲自体ができないようになっているが、レーザーディスクやDVDの市販カラオケソフトを用いれば当然ながら歌唱可能である。
また、レコード会社と友好な関係を持つ第一興商が、自社の通信カラオケサービス開始まで競合するエクシングに対する楽曲開放承認を延期するよう要請したり、専属楽曲を持つレコード会社を買収し傘下に収めた後にエクシングとの楽曲開放契約を打ち切るなど、不公正な営業に用いられることがある（第一興商#専属楽曲独占使用疑惑も参照）。

## 主な業務用通信カラオケ機器
2006年の日本ビクター・タイトーグループ撤退、2007年のセガサミーグループ撤退により、業務用通信カラオケ業界は第一興商、BMB、エクシング（ブラザー工業グループ）の三つ巴時代に突入。さらに2010年1月にエクシングがBMBを完全子会社化、同年7月に吸収合併したことで、業界は首位の第一興商と2位のエクシングによる複占状態となった。その後2014年に「まねきねこ」などを展開するコシダカが自社店舗で独自機種の「すきっと」を展開し始めたが、2019年12月2日に全サービス終了。再び第一興商とエクシングによる複占状態となった。

### 第一興商
「DAM」シリーズを展開する業界最大手。8トラック時代からの老舗。上述のようないきさつもあるが、DAMシリーズだけでJOYSOUNDやUGAなど複数の機種を持つエクシングを凌ぐ市場シェアを握る。2015年現在、約65%のシェアを握る。

### エクシング
業界第2位。JOYSOUNDシリーズを展開する。ブラザー工業グループ。世界初の通信カラオケ機器「X2000」（タイトー）と同じ1992年に「JOYSOUND (JS-1)」を発売した、業務用通信カラオケの先駆者である。
自社のJOYSOUNDシリーズに加え、BMBから譲受したUGAシリーズを手がける。JOYSOUNDシリーズはデイ市場（主にカラオケボックス等）、UGAシリーズはナイト市場（主にスナック、キャバクラ等）にそれぞれ強い。「JEWEL」などJOYSOUNDベースのナイト市場向け機種は、第一興商による妨害行為などによって著しく低迷していたが、ナイト市場に強いUGAシリーズを獲得したことで一気に強化された。
以前は業界最大手であったが、まず第一興商によるナイト市場での妨害行為により同社に追い抜かれた。さらに2000年代に入ると、第一興商と同様に8トラック時代からの老舗で、USEN支援下でM&Aを強力に推進したBMB（旧・日光堂）にも追い抜かれ、業界3位に甘んじていた。
2006年にようやくM&Aに乗り出し、日本ビクターの「孫悟空」とタイトーの「X2000」「Lavca」を立て続けに獲得したが、BMBも2007年にTOBと株式交換によってUSENと経営統合しセガの「セガカラ」などを獲得、両社の差は縮まらなかった。その後、2009年9月30日にBMBの全株式をブラザー工業またはエクシングに譲渡することでUSENとブラザー工業が基本合意、同年10月30日にBMBの全株式を実質230億円でエクシングに譲渡する譲渡契約を締結した。譲渡時期は当初2009年11月中としていたが、ライバルの第一興商と合わせてほぼ100%の業界シェアを握り複占状態となることから、USENとブラザー工業が私的独占の禁止及び公正取引の確保に関する法律（独占禁止法）に抵触しないか公正取引委員会に事前相談を行い、第一興商との競争状態を保てるか審査が行われたため若干延期され、2010年1月20日にエクシングがBMBの全株式を譲受し完全子会社化、同年7月1日付で吸収合併してBMBは消滅した。この合併によってエクシングは業界2位となった。

### エクシングが継承した機種

#### BMB (日光堂→ユーズ・BMBエンタテイメント)
neon（ネオン）、neonR（ネオンアール）
neonは1997年、neonRは2000年にそれぞれ発売。ともにナイト市場向けとして開発された。
- neonはディスクチェンジャー式で、neonRはハードディスク一体型。BMB BeMAX'Sと互換性があるが曲数は少ない。
- neonは2008年1月31日に、neonRは2012年10月にサービス終了。配信終了後も配信済み楽曲の演奏は可能。

BEATneon（ビートネオン）
1999年発売。ディスクチェンジャー式。neonを名乗るが、こちらはデイ市場向け。歌うだけではなく、専用コントローラーに接続された専用ギターで演奏することもできた。
- neonと同じく2008年1月31日にサービス終了。

B-kara（ビーカラ）
2002年3月発売。ハードディスク一体型（容量40GB）。「BMB BeMAX'S」の曲がすべてリクエスト可能になり曲数が大幅増（neonR比）。「BEATneon」の専用ギター演奏機能も引き継いだ。アニメソングを大量配信した時期もあった。

UGA（ウガ）
2004年5月発売。「B-kara」の楽曲を全て選択可能。「Change the Style」をコンセプトに、大容量HDD（400GB×1+120GB×1・RAID1により実効容量は120GB）、縦置き対応（専用キャビネット使用）、プラズマビジョン接続対応、Bluetooth対応リモコン「コナビ」・電子早見本「ナビカラ」（オプション）といった業界初の新機能を盛り込んだ。実演奏音源に対応し、配信曲数は140,000曲を超え業界最多である。2004年グッドデザイン賞受賞。
2018年3月31日に新曲配信が、2024年10月31日に全サービスが終了しており、現在は電話（ブロードバンド）回線に接続しても利用出来ない。
U+（ugaplus、ウガプラス）
2005年発売。HDD容量アップ（400GB×3・RAID1により実効容量は400GB・空きベイが1つあるがRAID1の信頼性向上が目的）などを除いて、機能や曲数はUGAとあまり変わらないが、業界最高水準の128和音に対応。また、動画収録数の大幅増加やハイビジョン出力対応など、動画関連の強化が目立つ。Bluetooth対応電子早見本「ナビカラ」の後継「UGA NAVI（ウガナビ）」も同時発売。
- フロントパネルが極度に簡素化されたが（電源ボタン・LEDインジケータ・リセットスイッチ穴のみ）、パネルを開くとボタン類が現れて予約・キー調整など各種操作が可能（縦置き時はキャビネット下部のパネルから操作）。2006年グッドデザイン賞受賞。

2018年3月31日に新曲配信が、2024年10月31日に全サービスが終了しており、現在は電話（ブロードバンド）回線に接続しても利用出来ない。

U→（uganext、ウガネクスト）
2008年発売。月間最大1000曲配信となる。 フロントパネルに液晶を採用。設置場所に応じて最適な音質へ補正可能な「音場自動補正機能」など、サウンド面での質の強化を図っている。 またUPS（無停電電源装置）を内蔵するなど、耐障害性が一層高まった。
- 独自の音声処理技術を導入した「ウガボイス」、歌唱データを500曲まで残せる「録音機能」や歌唱データのアップロードも可能なオンラインリアルタイム採点「ウガバト」、音程・ビブラート・音感・声量の変動などの要素をグラフにより細かく判定する「高精度採点」の実装などにより、エンターテイメント性、操作性が大幅に強化された機種となっている。2009年度グッドデザイン賞受賞。
- 同時リリースの楽曲検索ナビ「UGA NAVI KING」と「UGA NAVI QUEEN」では、個別に任意の楽曲データや選曲履歴などを保存可能なUGAシリーズ初の無料会員登録サービスをスタート。「UGA NAVI KING」では、指紋認証によるアクセスや歌詞のフレーズ検索が可能である。

2024年3月31日に新曲配信が、同年10月31日に全サービスが終了しており、現在は電話（ブロードバンド）回線に接続しても利用出来ない。

UGAneonR2（ウガネオンアール2）
2004年3月発売。neonRの後継機で、UGAより若干早く発売された。UGA同様縦置き（専用キャビネット使用）・ブロードバンド・Bluetoothリモコンに対応している。
2018年3月31日に新曲配信が、2024年10月31日に全サービスが終了しており、現在は電話（ブロードバンド）回線に接続しても利用出来ない。
UGA楽宴（ウガらくえん）
2005年発売、2006年に名称そのままでマイナーチェンジ。宴会場などに対応したワゴンカラオケ。CCDカメラユニット標準搭載、客席側・歌い手側デュアルディスプレイ、Bluetoothリモコン対応（オプション）など、ワゴンカラオケとしては突出した高機能を誇る。曲数はneon+UGAのスタ録で約54,000曲（2007年11月現在）。2006年グッドデザイン賞受賞。
2024年3月31日に新曲配信が、同年10月31日に全サービスが終了しており、現在は電話（ブロードバンド）回線に接続しても利用出来ない。
UGA楽宴 Lite（ウガらくえんライト）
2007年発売。液晶ディスプレイ採用や一部機能削減により「UGA楽宴」よりも小型・軽量化。曲数は約30,000曲（発売時）。
2024年3月31日に新曲配信が、同年10月31日に全サービスが終了しており、現在は電話（ブロードバンド）回線に接続しても利用出来ない。
2010年7月のエクシング・BMB合併に伴い、現在はエクシングが権利を持つ。UGAシリーズ以外の販売は既に終了、UGAシリーズもU→・UGA楽宴シリーズ以外は生産終了している。2024年10月31日に全サービスが終了し、旧BMB系機種の命脈が絶たれた。

#### タイトー
X2000
1992年、タイトーが世界で初めて発売した通信カラオケ機器。
- 2007年11月30日に全サービス終了。現在は電話回線に接続しても利用出来ない。
- X2000シリーズとして、X2000 PRO、VOICE CHAMP、X2000 STAR、X2000 STAR+ がある。

LH-SUPER X
X-55のラブホテル向け機種。
Lavca（ラブカ）
2003年発売。X2000の正統後継機で、同機種と同じ曲番号で歌える。新音源「エクステンディッド・Cサウンド」を搭載。配信曲数の増加や音質・画質の向上のほか、自分のキーを登録して歌いやすいキーに自動調整する「マイキー機能」、歌声を分析してテンポを自動微調整する「マイペース機能」（一部楽曲のみ対応）など、歌い手本位を謳うLavca特有の機能がある。2003年度グッドデザイン賞受賞。
- 2011年3月31日に全サービスを終了しており、現在は電話（ブロードバンド）回線に接続しても利用出来ない。

これらのシリーズ・機種の権利は、2006年7月にタイトーのカラオケ事業撤退に伴い、エクシングに譲渡された（タイトーがカラオケ事業を分社化して株式会社JAXとなり、エクシングがJAXの全株式を譲受、その後エクシングが吸収合併）。

#### ビクターレジャーシステム
SONGOKU（孫悟空）シリーズ
初代孫悟空は1995年発売。量より質に徹底した機種。曲数は少ないが、親会社だった日本ビクターの技術をフル活用、生コーラスを多くの楽曲に盛り込むなど音質面で工夫が見られる。DAMやJOYSOUNDよりも早い時期からSMAP全曲配信を実施。
- 2008年3月末に初代孫悟空シリーズ（無印・ナイト・ワゴン・DV-10アドオン）への配信終了。2009年3月末には孫悟空V3への配信終了。配信終了後も電話回線に接続すれば利用可能だったが、2010年3月31日に孫悟空Vまでの機種が全サービス終了。SONGOKU STAR以降の機種も2011年3月31日をもって全サービスを終了しており、現在は電話回線に接続しても利用できない。

この機種の権利は、2006年4月に日本ビクターのカラオケ事業撤退に伴い、エクシングに譲渡された（エクシングがビクターレジャーシステムの全株式を譲り受けJLSに商号変更、その後エクシングが吸収合併）。

#### ワキタ
Syncom（シンコム）
ワキタが展開していた、孫悟空のOEM。曲のラインナップや選曲番号は孫悟空とほとんど同じであるが、韓国曲はこちらが多い。2005年10月配信終了後、エクシングが権利を引き継いだ。統合カラオケシステム「Σsystem（シグマシステム）」に組み込まれている。

#### パイオニア
BeMAX'S（ビーマックス）
1995年発売。パイオニアを中心に、東映ビデオ・JHC（1996年倒産→パイオニアビーマックスエンタテイメント→ビーマックスエンタテインメント→現BMB）・日光堂（現BMB）の4社が共同開発し、同一のプラットフォームを持つ。同じハードではあるがコンテンツは独立しており、最も曲数が多いBMB BeMAX'S、制作会社の強みを活かして一部にアニメ映像を使用した東映BeMAX'Sなど、各社の個性が生きていた。
- しかし1997年に日光堂は独自開発の「neon」を発売、BeMAX'S連合から離脱した。ただしneonはナイト市場向けだったため、BMB BeMAX'Sはデイ市場向けの主力機種として君臨。デイ市場向けneonである「BEATneon」発売後も曲数の多さで根強い支持を集め、上位互換の「B-kara」が2002年に発売されるまで主力機種であり続けた。
- BMB・東映 (JHC) ともに2007年1月31日に配信終了。

Super BeMAX'S（スーパー・ビーマックス）、V-BeMAX'S（ブイ・ビーマックス）
Super BeMAX'Sは1998年、V-BeMAX'Sは2002年それぞれ発売。
- 1996年にJHCが倒産、翌1997年には日光堂がBeMAX'S連合を離脱したが、パイオニアはJHCを再建して「パイオニアビーマックスエンタテインメント」に商号変更、東映ビデオとともに日光堂抜きでBeMAX'Sの後継・上位機種の開発に乗り出した。
- Super BeMAX'SはBeMAX'Sの上位機種で、大容量ハードディスクとDVD動画を使用。CGキャラクターがアイドル曲などの振付けを再現し、歌いながら振付けを覚えられる「フリカラ」（専用CDが必要）などの機能がある。LAN端子を備えるが、ブロードバンド接続用ではなく同一ネットワーク内の複数機を同期する機能のために用意されたものである。
- V-BeMAX'Sは、Super BeMAX'Sからフリカラなどの一部機能を省いて、コストパフォーマンスを重視したモデルである。
- ユーズBMBが権利取得後、旧リモコンに代わって「Coデンモク（RM-55BMB・第一興商"DAM-RM55"のBMB向け外販仕様）」を標準リモコンとして添付するようになった。
- 両機種とも2010年1月31日に新譜配信終了、同年4月30日に全サービス終了。

2002年、パイオニアはカラオケ事業からの撤退を決定。BeMAX'Sシリーズの権利をパイオニアビーマックスエンタテインメントなどの事業会社ごと、日光堂から商号変更したユーズBMBエンタテイメント（当時、以下ユーズBMB）に譲渡した。残る東映ビデオも2004年、ユーズBMBに権利を譲渡。こうしてBMBは一度連合から離脱しながらも、最終的にBeMAX'Sシリーズ全機種の権利を手中に収めた。

#### USEN
U-kara（ユーカラ）シリーズ (U-kara、U-KARA02、U-kara II、U-kara 3)
U-karaは1994年、U-KARA02は1995年、U-kara IIは1996年、U-kara 3は1999年にそれぞれ発売。
- USENとの資本業務提携の一環として、2003年にユーズ・BMBエンタテイメントが権利を譲り受ける。さらに2010年7月のエクシング・BMB合併に伴い、現在はエクシングが権利を持つ。
- U-kara 3を除く旧機種は2008年1月31日にサービス終了。U-kara 3も2011年1月31日にサービスを終了した。
- 松田聖子全曲配信ならびに彼女のイメージキャラクター抜擢で話題となった。なお全曲配信はUGAシリーズにも引き継がれている。

#### タイカン
ビビットメディア (Vivit)
2000年発売。かつてセガカラにも楽曲を配信していたため、曲のラインナップと選曲番号はセガカラとほとんど同じである。また家庭用ハンディカラオケ「MicBoy（マイクボーイ）」専用のフラッシュROMカートリッジスロットを備え、配信曲をカートリッジに書き込む機能を持っていた（有償・指定店舗でのみ受付・2010年6月30日終了）。
- 発売から2年後、タイカンはユーズ・BMBエンタテイメントと合併し解散。
- セガカラ配信終了後も新曲配信が続いていたが、2009年6月30日をもって新譜配信とカラオケ演奏サービスを終了。「MicBoy」書き込み端末も2010年6月30日をもってサービス終了。

#### セガ・ミュージック・ネットワークスが発売した機種
Prologue 21（プロローグ21）、Super Prologue 21（スーパー・プロローグ21）
セガ、タイカン、クラリオンの3社が共同開発。Prologue 21は1994年、Super Prologue 21は1995年にそれぞれ発売。機種名よりもセガカラという名称で親しまれた。マニアックな曲が多いが全体の曲数は少ない。全国採点を採用している。かつてはレコスタでも使用された（公式な発表はない）。ハードウェアはセガサターンをベースとしたものである。
- 本体内蔵プログラムを配信により更新することが可能であり、競合他社が続々と新機種をリリースする中、セガは2005年の「CANDOONE」発売まで新機種を一切投入せず、Prologue 21シリーズの機能強化を続けた。
- セガ接続 (SMN) が2007年12月31日、BMB接続（タイカン・クラリオン）が2008年1月31日にそれぞれサービス終了。現在は電話回線に接続しても利用できない。

CANDOONE（カンドーネ）
2005年発売。約10年ぶりのセガカラ新機種で、3号機にあたる。語源は「感動 (CANDO) をワンパッケージ (ONE) に」で、英語の「CAN DO ONE」とも読める。ブロードバンド環境、ハイビジョン映像、5.1chサラウンドに対応。音声認識やテレビ電話、動画撮影、インターネット閲覧機能を装備するなど非常に高機能。さらにCANDOONE本体と無線LANで通信し、ICカードポート（セガカラカード専用）やデジタルカメラを装備したカラー液晶タッチパネル式多機能リモコン「Cantannet（カンタンネ）」も標準で付属。タワータイプの筐体も非常にユニークで、競合他社の最新機種と比較しても決して見劣りしなかった。
- しかし折角の高機能もほとんど活かされないまま、旧機種であるPrologue 21シリーズよりも早い2007年10月31日付でサービス終了。現在は電話回線・ブロードバンド回線どちらに接続しても利用できず、Prologue 21シリーズの後継どころか、発売から僅か2年あまりで姿を消すという「悲劇の機種」となってしまった。

BMBは、2002年にタイカンとの合併によりPrologue 21シリーズ（タイカン）の権利を、翌2003年にはクラリオンからの事業譲受によりPrologue 21シリーズ（クラリオン）の権利をそれぞれ獲得。そして2007年9月、本家である株式会社セガ・ミュージック・ネットワークスの全株式をセガから取得し完全子会社化、「CANDOONE」を含む業務用セガカラシリーズ全機種の権利を獲得した。なお、PC・携帯電話・スマートフォン向けの家庭用カラオケ配信サービスについては引き続き「セガカラ」の名称でセガが継続していたが、フィーチャーフォン向けサービスは2012年10月31日をもって終了し、PC・スマートフォン向けサービスも2015年6月30日をもって終了となった。

#### CTA (シーティーエー)
NET（ネット）シリーズ (NET7000、NET II、NET III)
曲数は少ないが、レーザーカラオケとの掛け合わせが可能。
- 2007年6月にBMBが、株式会社CTAの株式約74%を創業者一族から取得し子会社化、「NET」シリーズ全機種の権利を獲得。そして同年9月1日にカラオケ事業をBMBへ譲渡した。
- さらに、2010年7月のエクシング・BMB合併に伴い、現在はエクシングが権利を持つ。
- NET7000はBMBが子会社化した時点で既に配信終了しており、NET IIも2008年6月末に配信終了。NET IIIも2012年3月末に配信を終了した。

### その他の独自機種

#### ギガ・ネットワークス
事務機器大手の株式会社リコーの子会社「ギガネットワークス株式会社」（後に株式会社三愛傘下入り、最末期に吸収合併されギガネットワークスカンパニー）が運営していた。
MY STAGE（マイステージ）、WONDER GIGA（ワンダーギガ）
MY STAGEは1993年、WONDER GIGAは1997年発売。黎明期の人気機種だったが、機能や曲数で他社に追い抜かれ次第に稼働台数は減少、三愛（ギガネットワークスカンパニー）のカラオケ事業撤退により2002年9月30日付でサービス終了。サービス終了時の稼働台数はピーク期の100分の1にまで激減しており、まさしく壊滅的な状況であった。
- その後、首都圏に店舗展開するカラオケ店チェーン『パセラ』を運営する株式会社ニュートンが、両機種限定で配信された楽曲（当時1000曲前後）に目を付け、三愛から両機種の権利を取得した。現在はパセラのチェーン店舗に設置された統合カラオケシステム「Σsystem（シグマシステム）」でのみ運用されており、両機種限定で配信された楽曲を歌える日本唯一のカラオケ店であることが同チェーンのセールスポイントの一つとなっている。しかし発売から10年以上が経過した現在は老朽化が進み、機器が不調の場合は歌えないこともある。保守部品の調達も困難とみられ、将来性を危ぶむ声もある。

#### クラリオン
シンセカラオケ
クラリオンは業務用音響・映像機器メーカーであるが、車載用のカラオケ機も発売しており、主に観光バス車内で使用されている。最新機種では5,000曲（うち管理楽曲256曲）収録されており、新曲もUSB接続にて追加可能となっている。

#### コシダカ
すきっと
カラオケボックス「まねきねこ」「ワンカラ」「ムーン」を運営する株式会社コシダカの独自開発機種で、群馬県域を中心に26店舗で先行導入後、2014年1月より全国へ本格導入されている。自分で作成した動画を店頭の機器にて公開したり、カラオケの背景にできるほか、配信されていない楽曲データも専用アプリを用いて作成し、実際に歌唱することが可能となっている。また、特定のユニットやアニメのグッズが貰えるキャンペーンが多いという特徴もある。
楽曲数や専用PVは大手のDAMやJOYに比較すると少ない。昭和中前期の懐メロに弱く、特にアルバム曲やキャラクターソングは入曲されていない可能性が非常に高いが、前述のキャンペーンに併せて増曲したり、初音ミクに代表されるボーカロイドの曲も150曲程度（2016年8月現在）配信されるなどの努力もなされている。2019年12月2日に全サービス終了。

### 統合システム
複数のカラオケ機種を歌えるシステム。
Σsystem（シグマシステム）
株式会社パスカルが開発したシステム。導入店舗はパセラなど。マイク音声がミキシングされた状態で使用できる室内設置のDVD再生機や自前のポータブルAV機器を繋ぐセレクターなどが完備されているのが特徴。この類のサービスを前提にしたシステム設計を導入しているのは、単体型も含めて2010年現在このシステムのみとなっている。
単体システムや他の統合システムの場合でも機器背面には未使用の空いている外部入力端子があるが、それらは本来は来店客に開放することを目的としたものではなく、カラオケ店がシステム導入時のオプションを前提にしたもの。来店客が使用許可を店側に申し出ても一般的には拒否される場合が多い。また、それらの空いている端子に外部装置を繋いだだけでは使えず、隠しコマンドや切り替えスイッチなどにより設定変更の必要がある場合が多い（主な特徴に記述の関連内容も参照）。カラオケ店によっては客が勝手に変更することを防止するなどの目的で背面部には触れないようにラックの背面部を塞ぐなどの措置をしている場合もある。なお、シグマシステムの場合もあくまでシステムを構築している各機器（予約受付・主制御装置＝コントローラー、音声増幅アンプ、テレビモニタなど）間をセレクターなどを介した接続による工夫でシステム全体としてそういう利用サービスを提供しているだけで、例えば、主制御装置・機器の前面に最初から外部入力端子があるなどで、外部装置や機器（来店客が店内に持込したポータブルAV再生機など）の接続をしてカラオケを楽しむことをコンセプトに開発された機器自体は2010年現在に至ってもまだ誕生していない。ちなみに、2012年頃にはUSBメモリを利用してカラオケ動作時の背景に静止画を表示させたりできる（機器の機能サービスとして来店利用者が自由に使用できる）単体機種はごく一部で登場している。
鉄人システム
「カラオケの鉄人」を運営する株式会社鉄人化計画が独自に開発・導入したシステム。
ALISA III
株式会社シャーマンが開発したシステム。
MAC21システム
株式会社グランプリが開発したシステム。2001年10月頃までは、パセラの大半の店舗（池袋本店・池袋西口店・上野店・上野アネックス店・秋葉原店・御茶ノ水店）に設置されていたが、その後全店でΣsystemに統一された。
- 搭載機種は、DAM-6400、JOYSOUND、U-kara、BeMax's（東映）、Syncom、X2000、マイステージ (GIGA)、セガカラ、第一興商LDの他に、mac22というCDメディアの機種が搭載されていたが、当時新機種として発売されていたHyperJoyやCyberDAMは、システムの都合上搭載出来なかった。また、U-karaが当時、搭載HDD容量の都合上、歌唱頻度の低い楽曲を削除していたため、このシステムに於いても削除曲が発生していた。
- 飲食物の注文表示や、残り時間・次に演奏される楽曲の表示などは、歌唱画面が表示されるモニターの左上に、スーパーインポーズ方式で表示されていた。

トウエイシステム
株式会社トーエイシステムが開発。

## 主な家庭用通信カラオケ機器

### タイトー
X-55
1995年発売。X2000とほぼ同じ曲数で歌える。
Mediabox (M88)
1996年発売。機能はX-55とほとんど同じだが、発売価格が39,800円（消費税別）に引き下げられた。また、この機種から業務用にも使えるようになった（ただしカラオケボックスや居酒屋などでの本格的運用には向かない）。後にスピーカーやデッキを搭載した機種も発売された。
X-01
2002年発売。2代目Mediabox。DVD動画対応だが、インターネット接続には対応していない。
- 新曲の配信は2012年3月末日迄、すべてのサービスの利用は2012年9月30日終了。

3機種ともブロードバンド接続には非対応であるが、エクシングとの提携によって現在もLavcaとほぼ同等の配信曲数を維持している。

### セガ
セガカラ for ドリームキャスト
ドリームキャストに接続する専用ユニットとロム付きで、業務用とほとんど同じ曲数（管理楽曲、韓国曲、メドレーなど不可）が歌える。採点機能付き。2006年4月配信終了。
セガカラ for PC
セガカラのPC向けサービス。2015年6月30日配信終了。

### タカラ
e-kara、e-karamix
共にタカラから発売されているe-kara専用カートリッジの楽曲に対応している。また、カラオケはテレビなどにAV端子接続することで利用可能なシステムとなっている。第一興商が楽曲データの提供を行っている。
- e-karaでは「ウェブトースター」という機器を介してパソコンにUSB接続し、楽曲データのダウンロード・ウェブメディアへの書き込みが可能である。
- e-karamixは「ウェブトースター」の機能を統合しており、本体をパソコンと接続することで楽曲データのダウンロード・ウェブメディアに書き込みを行うことが可能である。
- インターネット接続による新曲の配信は2010年12月24日、楽曲配信の利用は2011年6月30日をもって終了。

Hi-kara
発売されているHi-kara専用カートリッジ楽曲の他、e-karamixと同様にパソコンに接続して楽曲データのダウンロードが可能だが、カラオケをするのにテレビなどに接続する必要がなく本体にも歌詞を表示できるカラー液晶画面が付いている（テレビに接続して使用することも可能）。こちらも第一興商が楽曲データの提供を行っている。
- e-karaシリーズとは互換性がなく、e-kara専用カートリッジやウェブメディアは使用できない。
- 新曲の配信は2010年12月24日、楽曲配信の利用は2011年6月30日もって終了。

### バンダイ
カラオケステーション
マイク型の本体をテレビに接続することでカラオケができるシステムとなっている。また、パソコンと接続することで楽曲データのダウンロードが可能である。
- 2010年3月31日配信終了。

### Panasonic
ゆめカラ
パナソニック（旧松下電器産業）の100%子会社「パナソニック ネットワークサービシズ株式会社」が運営していた。パソコン（Windowsのみ）とパナソニック製SDカラオケマイク「DO! KARAOKE」シリーズに対応し、BIGLOBEや@niftyからも利用可能だった。2009年6月の新曲追加終了時点で約10000曲配信。
SDカラオケマイクの生産終了やカラオケサービスの競争激化によって利用者が減少、2009年4月1日にサービス終了を発表した。
- 2009年6月25日: 新曲追加終了。
- 2009年6月30日: パソコン向け会員サービス（BIGLOBE・@nifty含む）新規入会受付終了。
- 2009年9月30日: パソコン向け会員サービス（ダウンロード購入）・ゆめカラ@ショップ（パナソニックショップでの曲データ購入・SDメモリーカード書込サービス）終了。
- 2010年3月31日: 郵送およびFAXによる曲データ購入・SDメモリーカード書込サービス終了、「ゆめカラ」全サービス終了。

全サービス終了後も、これまでに購入した楽曲をSDカラオケマイクや専用ソフトで再生することは可能。
- ゆめカラサービスは、終了いたしました。 （パナソニック ネットワークサービシズ）

### エクシング
MicBoy（マイクボーイ）
2001年にタイカンが発売。マイク型家庭用ハンディカラオケで、カートリッジ式フラッシュROMを採用。『Vivit（ビビットメディア）』のカートリッジスロットを介してカートリッジに配信曲を書き込めていた（指定店舗でのみ・有償・カートリッジの追加購入も可）。
- 発売翌年の2002年、タイカンはカラオケ店舗部門をタイカンエンタープライズとして分離しユーズ・BMBエンタテイメントと合併し解散。さらに2010年7月の合併に伴い、現在はエクシングが権利を持つ（タイカンエンタープライズはエクシングの子会社となった）。
- 2009年6月の『Vivit』配信終了後も、MicBoyへの書込用に演歌・歌謡曲中心に月20曲ペースで新譜が追加されていたが、2010年6月21日店舗受付分をもって配信曲書込及びカートリッジ追加購入の受付を終了。同年6月30日までに受付分全ての配信曲カートリッジが引き渡され正式にサービス終了。なお、サービス終了後もカートリッジに書き込まれた楽曲の演奏は可能。また製造物責任法に定められた生産終了後8年間の補修用部品保持期限が残っているため、2011年8月末日受付分までエクシングが有償修理を受け付ける。